# Máximo Cancio
Máximo Esteban Cancio Casas, más conocido como Máximo Cancio, (Oviedo, 24 de febrero de 1984) es un jugador de balonmano uruguayo, nacido en España, que juega de lateral izquierdo o extremo izquierdo en el Balonmano Vetusta. Es internacional con la selección de balonmano de Uruguay.
Cancio formó parte de la selección uruguaya en el Campeonato Mundial de Balonmano Masculino de 2021, en el que su selección participaba por primera vez.
En España, logró jugar en la Liga Asobal con el Helvetia Anaitasuna, el Gijón Jovellanos y en el Club Balonmano Cangas.

## Clubes
| Club                     | País   | Año          |
| ------------------------ | ------ | ------------ |
| Club Balonmano Barakaldo | España | 2006 - 2008  |
| Bidasoa Irún             | España | 2008 - 2009  |
| Club Balonmano Almoradí  | España | 2009 - 2010  |
| Helvetia Anaitasuna      | España | 2010 - 2012  |
| Gijón Jovellanos         | España | 2012 - 2016  |
| Balonmano Torrelavega    | España | 2016 - 2017  |
| Club Balonmano Cangas    | España | 2017 - 2019  |
| Atlético Novás           | España | 2019 - 2020  |
| Balonmano Base Oviedo    | España | 2020 - 2021. |
| Club Balonmano Vetusta   | España | 2021 - act.  |

## Palmarés

### Selección nacional

#### Campeonato Centro y Sudamericano
- Medalla de bronce en el Campeonato Sudamericano y Centroamericano de Balonmano Masculino de 2020[9]

#### Juegos Suramericanos
- Medalla de bronce en los Juegos Suramericanos de 2022